# Thuidium thamniopsis
Thuidium thamniopsis là một loài rêu trong họ Thuidiaceae. Loài này được Rehmann ex Sim mô tả khoa học đầu tiên năm 1926.